# Giulio Cesare (Schiff, 1914)
Die Giulio Cesare war ein italienisches Schlachtschiff der Conte-di-Cavour-Klasse im Ersten und Zweiten Weltkrieg. Sie war benannt nach dem römischen Staatsmann und Feldherrn Julius Caesar. Das Motto des Schiffes war Caesar Adest (lateinisch für Caesar ist da). Nach dem Zweiten Weltkrieg wurde das Schiff als Reparation an die Sowjetunion ausgeliefert, wo es bis zu seinem Untergang 1955 als Noworossijsk im Einsatz war.

## Erster Weltkrieg
Die Giulio Cesare wurde am 24. Juni 1910 bei Ansaldo in Genua auf Kiel gelegt und lief am 15. Oktober 1911 vom Stapel. Nach fast vier Jahren Bauzeit erfolgte die Indienststellung bei der Regia Marina am 14. Mai 1914. Im Ersten Weltkrieg hatte das Schiff keine aktiven Gefechtseinsätze. 1923 war es an der kurzen italienischen Invasion der griechischen Insel Korfu beteiligt. Von 1928 bis 1933 wurde das Schiff als Artillerieschulschiff verwendet.

## Umbau

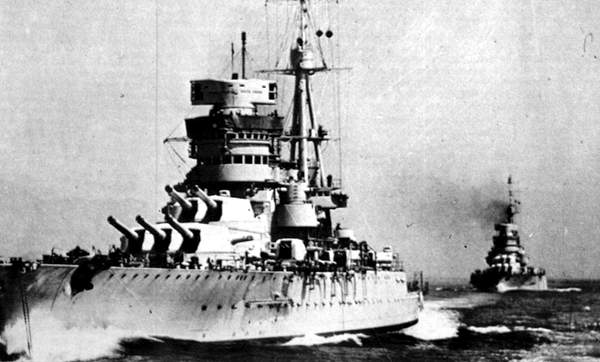
Giulio Cesare nach dem Umbau

1933 begann ein umfassender Umbau des Schiffes, der vier Jahre dauerte und ein fast vollständig neues Schiff ergab. Der 30,5-cm-Geschützturm mittschiffs wurde entfernt, bei den restlichen vier Geschütztürmen wurden die 30,5-cm-Geschütze auf das Kaliber 32 cm aufgebohrt. Neue Maschinen wurden eingebaut, die das Schiff mit einer Leistung von 93.000 WPS (68.400 kW) auf 28 Knoten (52 km/h) bringen konnten. Zum Schutz gegen Torpedos wurde das neuentwickelte Pugliese-Torpedoverteidigungssystem eingebaut. Außerdem erhielt sie neue Brückenaufbauten und einen neuen Bug. 

### VergleichGiulio Cesarevor und nach dem Umbau

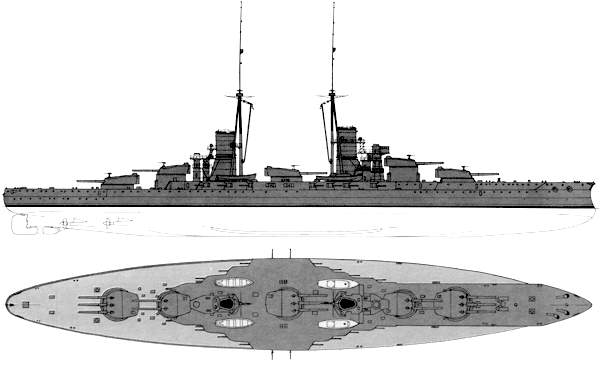
Ursprüngliches Aussehen der Giulio Cesare
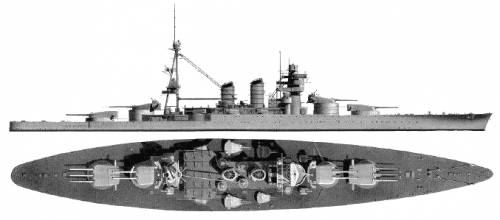
Aussehen der Giulio Cesare nach dem Umbau

## Zweiter Weltkrieg

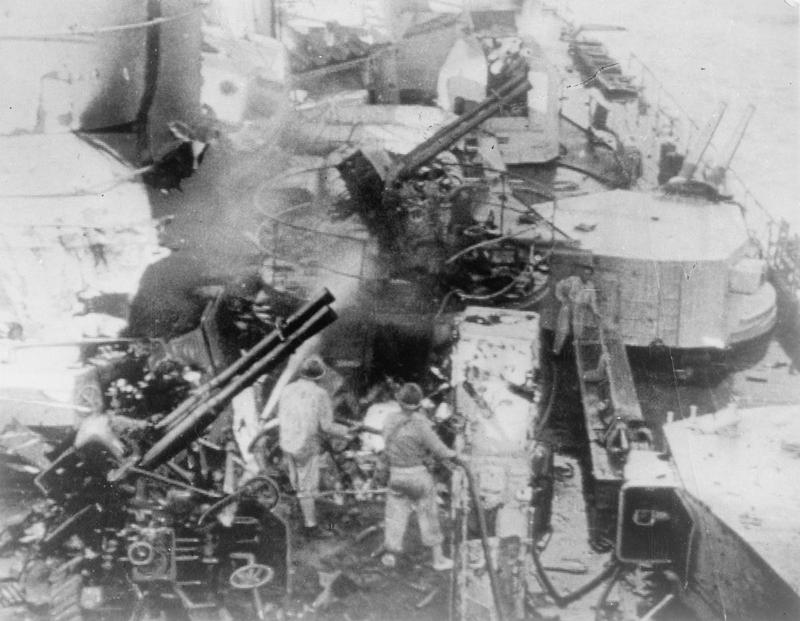
Gefechtsschäden an der Schornsteinbasis (links im Bild), auf der Giulio Cesare, die nachgerüsteten 37-mm/L54-Breda-Zwillingsflugabwehrgeschütze und die Zwillingstürme der 120-mm-Mittelartillerie sind rechts zu erkennen

Nach dem Kriegseintritt Italiens nahm die Giulio Cesare am 8. Juli 1940 an der Seeschlacht bei Punta Stilo teil, der ersten Auseinandersetzung zwischen der italienischen und der britischen Marine. In der Schlacht wurde die Giulio Cesare auf eine Distanz von über 24 Kilometern von einer 38,1-cm-Granate der Warspite getroffen. Dies ist bis heute eine der größten Trefferentfernungen auf ein bewegliches Ziel. Auf italienischer Seite sah man von der Warspite blauen Rauch aufsteigen, was als Treffer durch eine 32,0-cm-Granate der Giulio Caesare gedeutet wurde. Laut britischen Angaben wurde die Warspite jedoch während des gesamten Gefechts nicht getroffen; der Vorfall ist bis heute umstritten.
Während des britischen Angriffs auf Tarent in der Nacht vom 11. zum 12. November 1940 war die Giulio Cesare das einzige Schlachtschiff im Hafen von Tarent, das nicht von den britischen Torpedobombern angegriffen wurde. Danach wurde sie ausschließlich zur Konvoideckung eingesetzt und nahm dabei am Ersten Seegefecht im Golf von Syrte teil. 1942 befand man, dass das Schiff den Anforderungen für den Frontliniendienst nicht mehr genügte, und verwendete es für den Rest des Krieges als Übungsschiff. Nach dem Kriegsende wurde das Schiff als Reparation an die Sowjetunion ausgeliefert.

## Noworossijsk

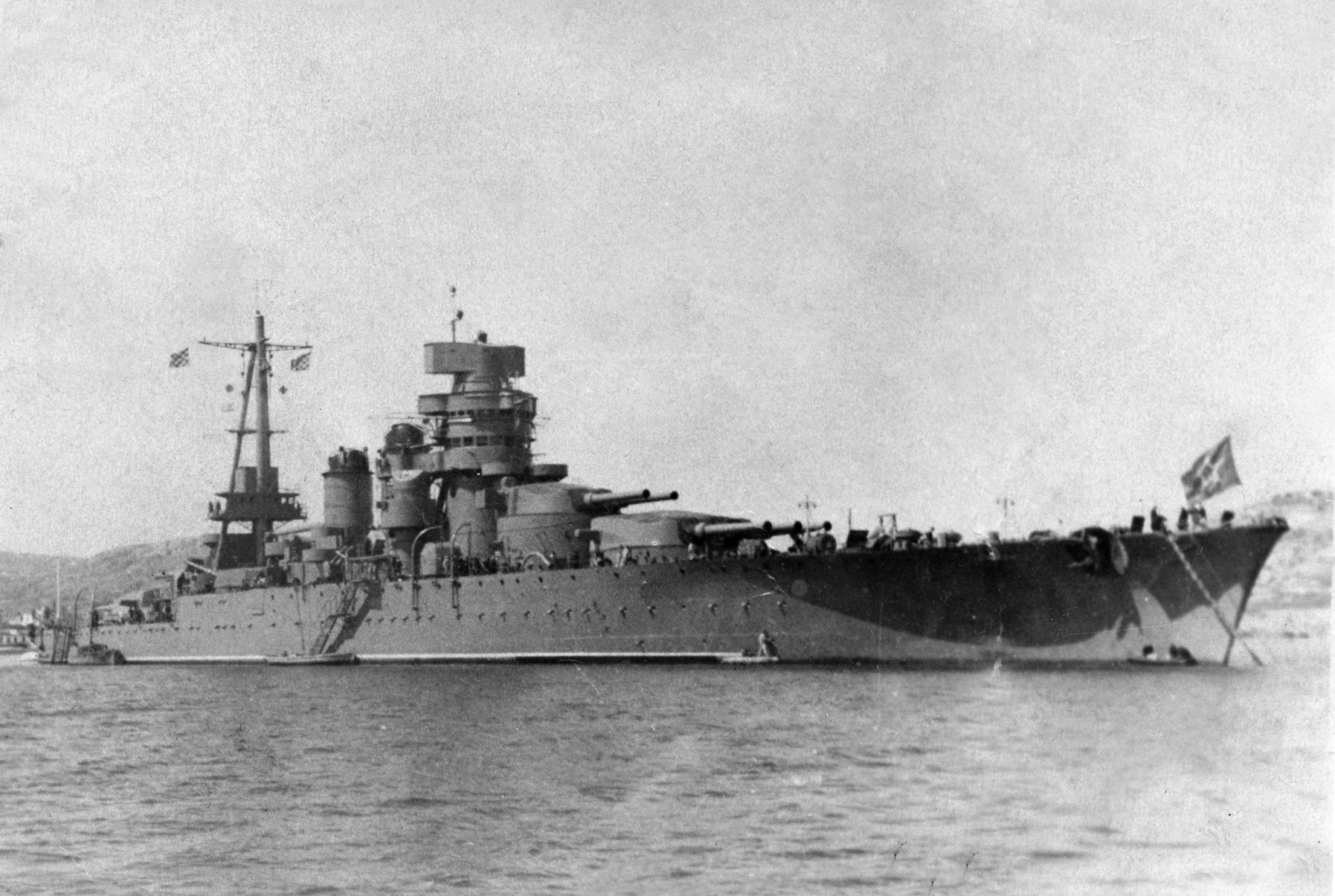
Noworossijsk, 1950

Die sowjetische Flotte stellte das Schlachtschiff 1949 als Noworossijsk in Dienst. Bis 1955 war sie erst das Flaggschiff der Schwarzmeerflotte, danach wieder Artillerieausbildungsschiff.
Am 29. Oktober 1955 lag die Noworossijsk auf der Reede von Sewastopol, als sie gegen 01:30 Uhr morgens von einer gewaltigen Explosion unter ihrem Vorschiff erschüttert wurde. Die Wucht der Explosion, die auf 1,2 Tonnen TNT geschätzt wurde, riss zahlreiche Löcher in den Rumpf des Schlachtschiffes, das langsam über den Bug zu sinken begann. Um 04:15 Uhr – zwei Stunden und 45 Minuten nach der Detonation – kenterte die Noworossijsk, 15 Stunden später sank sie endgültig. Aufgrund einer Fehleinschätzung von Vizeadmiral Wiktor Parchomenko blieb die Besatzung nach der Detonation in ihren Quartieren innerhalb des Schiffes, 608 Matrosen kamen daher bei der größten Katastrophe der sowjetischen Flotte ums Leben. Der Untergang wurde bis in die 1980er Jahre geheim gehalten.
Die Ursache der Explosion ist bis heute umstritten. Die offizielle und wahrscheinlichste Erklärung ist, dass eine deutsche Magnetmine aus dem Zweiten Weltkrieg explodiert war. In den folgenden zwei Jahren wurden in der Hafenbucht noch 19 Minen gefunden, elf davon mit einer Sprengkraft vergleichbar der Detonation, welche die Noworossijsk versenkt hatte. Diese Theorie wird jedoch von Kritikern bezweifelt, da der Krater unter dem Wrack für eine derartige Mine zu klein sei. Dazu kommt, dass die Batterien der verwendeten Magnetzünder eine Lebensdauer von maximal neun Jahren hatten und andere Schiffe am selben Liegeplatz, der als minenfrei galt, zuvor geankert hatten, ohne eine Mine zu zünden.
Verschwörungstheorien zufolge wurde das Schiff von italienischen Kommandoeinheiten oder vom KGB gesprengt, um einen Kriegsgrund gegen die Türkei zur Eroberung des Bosporus und der Dardanellen zu schaffen.